# Валлийские лепёшки
Валлийские лепёшки, валлийские кейки (англ. Welsh cakes, валл. picau ar y maen, pice bach, cacennau cri или teisennau gradell, также bakestones или pics) — традиционные сладкие валлийские лепёшки или коржики, приготовленные на сухой сковороде. Они были популярны с конца XIX века с добавлением жира, сахара и сухофруктов к более давнему рецепту лепёшек, испечённых на гридле.
Известны в Уэльсе как griddle cakes или bakestones, потому что их традиционно готовили на «камне для выпечки», по-валлийски maen («камень») или planc («доска»): распространённая в Уэльсе разновидность сковороды, обычно овальной формы, из рассланцованного стеатита (мыльного камня), сланца или очень мелкозернистого плитчатого песчаника. Также лепёшки готовят на чугунной сковороде, которая помещается на огонь или плиту; в редких случаях могут называться griddle scone.

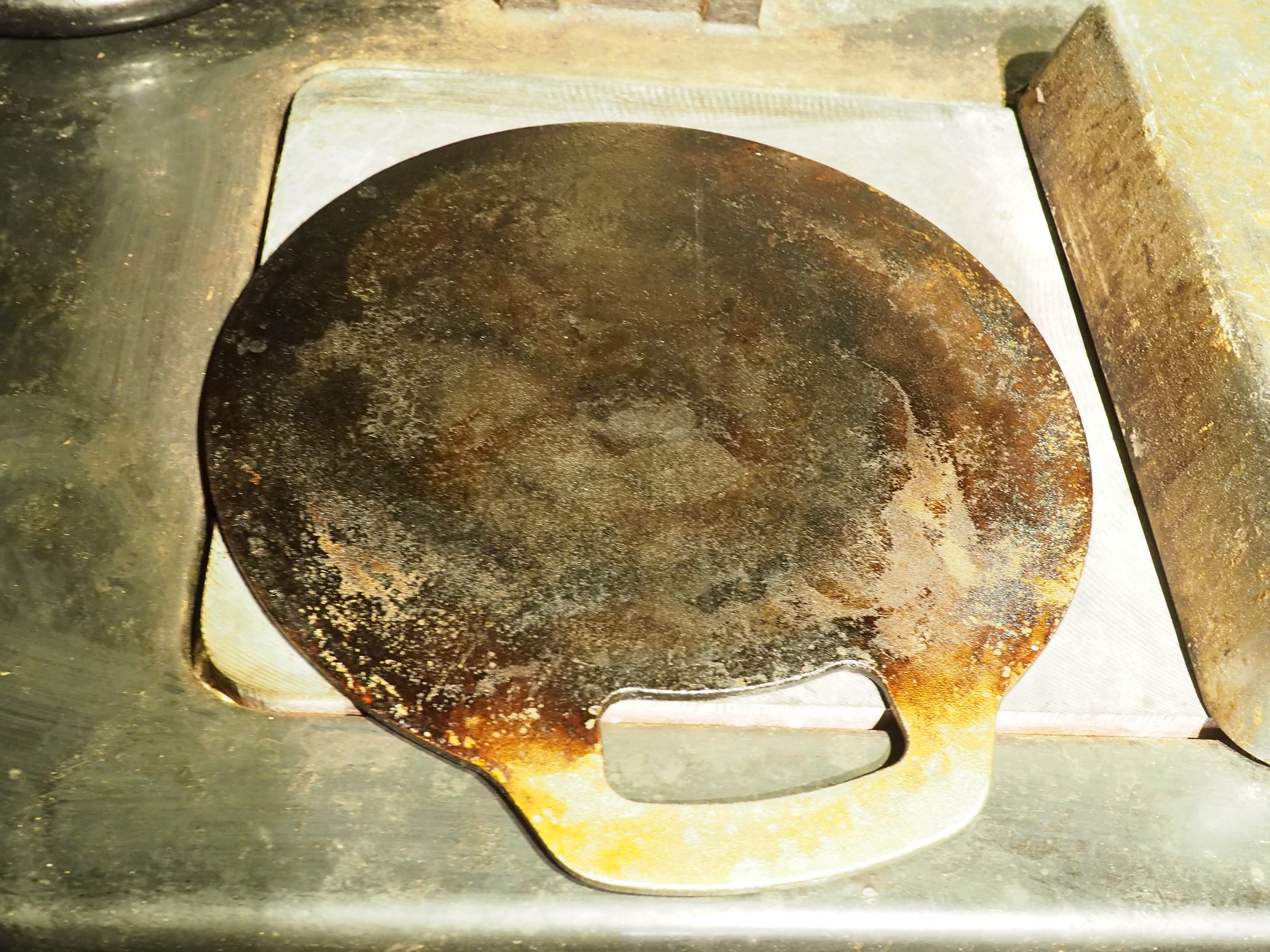
Каменная сковорода для приготовления валлийских лепёшек

Валлийские лепёшки готовят из муки, масла или жира, изюма, яиц, молока и специй, таких как корица и мускатный орех. Они имеют округлую форму, 7-8 см в диаметре и около 1-1,5 см в толщину.
Валлийские лепёшки подают горячими или холодными, иногда посыпав сахарной пудрой. В отличие от сконов, их обычно едят без аккомпанемента, хотя иногда продают готовыми, намазанными джемом, а иногда смазывают маслом.